# Erimonax monachus
Erimonax monachus és una espècie de peix cipriniforme de la família dels ciprínids.

## Morfologia
- Els mascles poden assolir 11 cm de longitud total.[2][3]

## Alimentació
Menja insectes aquàtics, especialment quironòmids, mosques negres i larves de tricòpters.

## Hàbitat
És un peix d'aigua dolça i de clima temperat.

## Distribució geogràfica
Es troba a Nord-amèrica: conca del riu Tennessee des de Virgínia, Carolina del Nord, Tennessee i Geòrgia fins a Alabama.